# Lars-Göran Niemi
Lars-Göran Niemi, född 22 mars 1957, är en svensk före detta professionell ishockeyspelare (forward) som spelade för Luleå HF och Bodens IK under sin karriär.
Han vann Division I:s poängliga säsongen 1983/1984 och gjorde 71 poäng (38 mål + 33 assist) på 33 matcher.